# Narjan-Mar

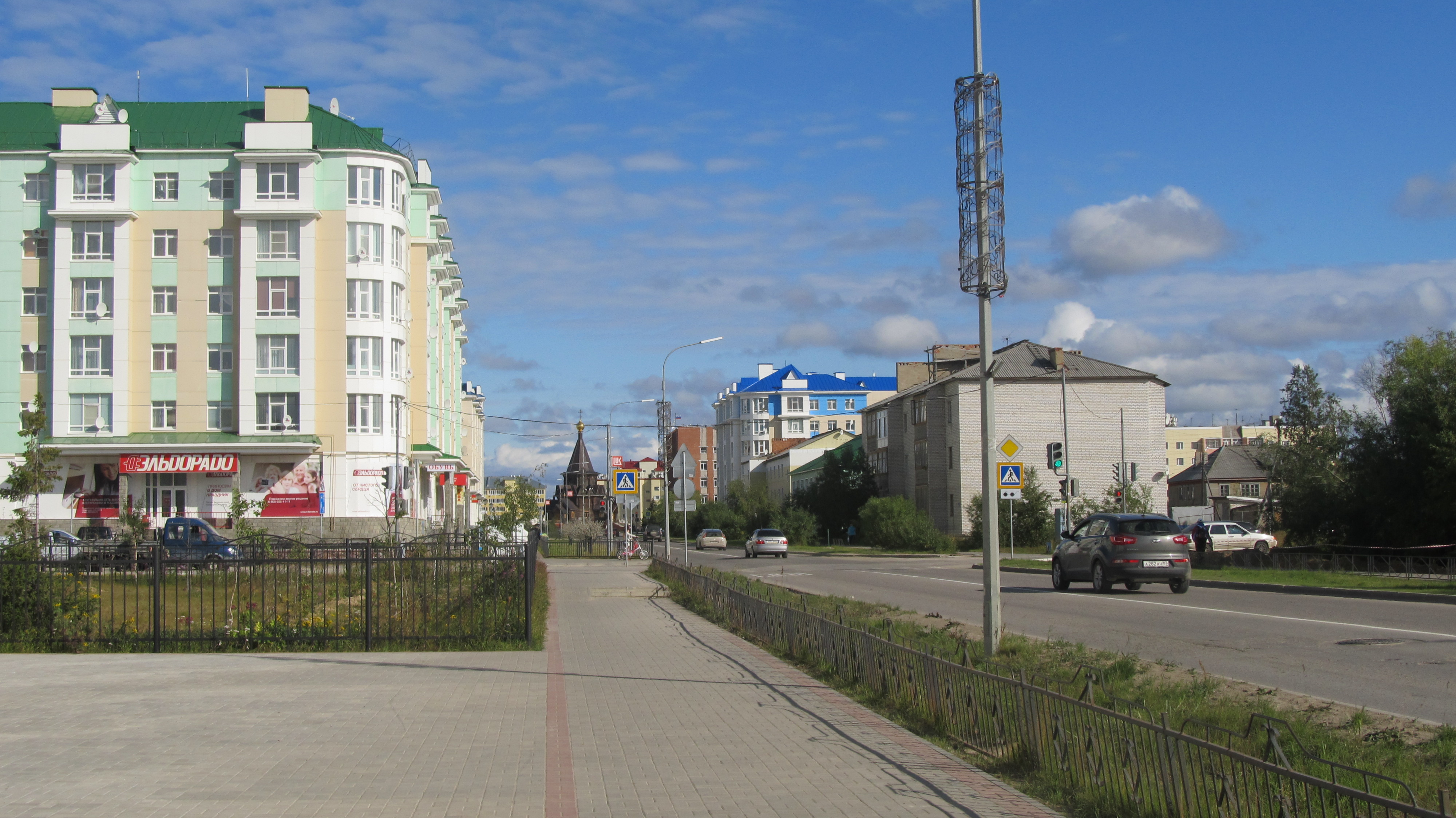
Gata i Narjan-Mar, 2014.

Narjan-Mar (ryska Нарья́н-Мар) är huvudstad och största stad i Nentsien i nordvästra Ryssland, och är belägen vid floden Petjora. Folkmängden uppgick till 23 939 invånare i början av 2015. Ytan uppgår till 42,66 km². Den svenska längdskidåkerskan Antonina Ordina föddes i Narjan-Mar.